# 斯蒂芬·加德纳
斯蒂芬·加德纳（英語：Stephen Gardiner，1483年7月27日—1555年11月12日）是英格兰宗教改革时期的一位主教、政治家，玛丽一世时曾任大法官。

## 生平
斯蒂芬·加德纳出生于圣埃德蒙兹伯里，曾就读于剑桥大学三一学院，学习文学和法律。他当过托马斯·沃尔西的秘书，出使过法国，担任过国务大臣。他在爱德华六世在位时失势，一度被囚，但旋即获释。玛丽一世时担任大法官，并为玛丽一世加冕。